# Playgirl
A Playgirl amerikai erotikus életmódmagazin nőknek, gyakorlatilag egyfajta női Playboy. Nem hagyható figyelmen kívül az a tény sem, hogy hangsúlyozott heteró jellege ellenére a magazin igen népszerű  a homoszexuálisok körében is. Michele Zipp főszerkesztő szerint 2003-ban az olvasótábor mintegy 30%-a meleg férfi volt. A Trans Digital Media, LLC ( illetve a Playgirl TV ) menedzsere, Mark Graff szerint 50%-ban olvassák a magazint melegek. Mérete 20×28, 98 oldal, soft hangolású aktképeket, illetve heteroszexuális erotikus párjelenetsort, sztárinterjúkat, felméréseket, erotikus novellákat, utazási ajánlatokat közöl.

## A magazin története
A Playgirl amerikai ősváltozata 1973-ban jött létre, első száma 1973 januárjában jelent meg. A Playgirl magazint a New York-i székhelyű Blue Horizon Media adja ki, akárcsak a High Society,  a Celebrity Skin vagy a Hawk magazinokat. A cég Carl Ruderman tulajdonában van. A magazin kezdetben bátran közölt pucér aktokat ám később az erotikusabb hangolásra tért át, míg 1987-től ismét a nyíltabb, explicitebb képi világ kezdett dominálni. Ma már merev péniszű modelleket is nyíltan közül, s egyre jobban törekszik a világ számos férfitípusának intim bemutatására. Az amerikai változat mellett számos nemzeti változat is megjelent, a német 1978-tól 1980-ig, majd 1989-ben megújult, a francia 1978-tól, a holland 1987 és 1988 közt, az orosz 2004-től, illetve a spanyol 1992-93-ban.
Az amerikai változatnak 2005-től Jill Sieracki a főszerkesztője és Jessica Moats a művészeti vezetője. Főfotográfusok: C. Heinrich,  Dean Keefer  , Greg Weiner  , Paul Freeman, Casper Johnson, Martin Ryter, Tony Ward, Studio 1435. A német változat főszerkesztője: Bernhard Hausner, művészeti vezetői Marco Barri és Max Scholl. Munkatársaiból: Lisa Abt, Peter Butschkow, Kurt Krieger, Hannah Martin, Ellen B. Straka stb

## A magazin szerkezete
- A magazin elsősorban pucér férfiaktokat közöl életkori, faji megkötés nélkül.
- A rovatok közül kiemelkedik a CENTERFOLD, mely minden hónapban egy kiváló modellt állít a középpontba. A 12 prominens modell a decemberi számokban naptárként is megjelenik, s belőlük választják ki az olvasók az Év férfiját.
- A REAL MEN című rovat az olvasók által beküldött fotókat közli. Az olvasók szavazatai alapján évente megválasztják az év amatőr modelljét.
- CELEBRITY NUDE – ebben a rovatban hírességek pucér és félpucér vagy erotikus fotóit közlik. Néhány példa:

Christopher Atkins, Scott Bakula, Steve Bond, Jim Brown, Gary Conway, Fabian, Christopher George, Tyrese Gibson,  Sam J. Jones, Peter Lupus, Dan Pastorini, Chris Pontius, George Maharis, Shawn Michaels, Peter Steele,  Big Daddy Kane, Don Stroud, Keith Urban, Victor Webster, Lyle Waggoner, Fred Williamson, Darryl Worley, Steve Yeager, Lou Zivkovich.
- CELEB NUDE /TABLOID – filmekből vagy egyéb publikációkból átvett erotikus vagy pucér fotók, képek (pl. Leonardo DiCaprio   , Brad Pitt    erotikus karakterű szerepeiből)

## Meleg modellek a Playgirl hasábjain
A modellek közt számos homoszexuális is található, illetőleg nem egy meleg pornóval kapcsolatban álló vagy kapcsolatba hozható személy.Lex Baldwin , a híres meleg pornósztár például Keith Rivera néven szerepel az 1991/6-os számban. Greg Anderson  Kyle Jessup néven Colt-modell (76/8, 78/12). Randy Barnes  (01/11, 02/6) meleg modellként szerepel például a Men hasábjain ( 01/ 8, 01/12), Eddie Bloom (75/12, 77/10, modellként szerepelt például a Penthouse-ban is, de a Self Service c. Bijou-filmben is látható, Rex Chandler  ismert meleg pornósztár (1992/2), akárcsak a Falcon-sztár Jeff Hammond  (92/2, 97/4) vagy Johnny Hanson  (95/9). Johnny Harden klasszikus homopornósztár és Colt-fiú Gene Carrier néven pózolt (80/9), Carl Hardwick  Colt-leathersztár Rusty Jeffers néven többször is megjelent a lap hasábjain (pl. 91/9, 93/9). A szőke André Herbert (aki Peter Lovette  néven Colt-modellként is ismert) minden idők egyik legszebb Playgirl-modelljeként ismert (pl. 92/8, 95/1, 97/6, 97/11), a kimagasló meleg pornósztár, Kris Lord  a Playgirl hasábjain Kris Kayman néven pózolt (92/4), Sonny Markham (96/11) legendás képei a meleg világ kedvencei közé sorolhatók. A brazil színész, tévsztár, rockzenész és (pornó)modell Marco Mastronelli (Marcello Morgili néven is!) nemcsak a meleg G magazinnak pózolt, de a Playgirlnek is (95/10, 95/12, 96/3, 96/10, 03/6), illetőleg Fitness-magazinok címlapján is gyakran szerepelt. A tetovált, izmos Pete Meluso  nemcsak a Playgirl révén közismert (97/7, 01/6, 01/7), de Torso-modellként is (98/3). Carlos Morales (98/8) meleg pornósztár szintén felbukkant a magazin hasábjain, akárcsak a Jet Set-sztár Brett Mycles vagy a sportfilmek ismert sztárja Jozeph Myska.(98/4) vagy a Kristen Björn-fiú Andres Navarro (99/10, 00/1).A jeles meleg sztár Dean Phoenix e kontextusban is emlékezetes modell, akárcsak Scott Randsom vagy a szuperizmos Joe Reitano , a szőke Trey Rexx, a karcsú Jordan Rivers, az izmos Derek Russo, a hiperpotens Ken Ryker , a vonzó Rob Sawyer. A szőrös, borostás Dirk Shafer  (90/12, Special 1992) máig népszerű, akárcsak a biszex pornósztár Jonathan Simms (00/4, 01/1).

## Magyarok a Playgirl hasábjain
- 1999-ben több magyar is szerepelt a magazin hasábjain: Kaposi Olivér februárban a hónap férfija lett, Csernek Endre pedig márciusban nyerte el ugyanezt a címet. Tóth Tibor pedig október szépe lett.
- Choky Ice magyar heteró pornósztár: 1999/9 Jimmy Nichols néven, 2001/5, 2002/6.

## Playgirl Special kiadványok (2000–2005)
- Centerfolds (2000)
- Intimate Passions Voyeur Views (2000) – Mark Wolff, Marco Rossi, Scott Ransome
- Latin Lovers (2000)
- Naked In The Great Outdoors (2001) – Bobby Moulin, John Vailati, Clint Spence, Joe Reitano, Dave Dawson, Daniel Hess, Daniel Kersten, Dion Light
- Working Overtime (2001) – Ken Ryker, Marco Rossi, Gabe Thomas, Billy Usrey, Guy Winks [Sean Essex], Christian Meitzger, Jake Colebrook, Marco Washington, Dean Ford
- 100 SEXIEST MEN EVER (2002)
- Men In Uniform (Special #23) (2002) – Pete Meluso, John Diamantopoulos [Jeff Hammond], Scott Dreyer, Josef Myska, Carlo Pacileo, Timothy Bullock, Brett Mycles (Richard), Rodrigo Tejera, Eric Craig, "Mile High Flyboys" Jeremy Webb, Richard Stressino, Andrew Morrison, Bryon Lorentz, Anthony Cricchio Jr., Zack Boswell
- Real Men (Special #24) – Jason Ziel, J.D. Layne, Anthony Johnson, Justin Devinney, Geoff Harrison, Dan Burke, Ramon Perez, Virgil Cannon, Walter Finley, Doug Blimline, Jack Darrell, Sean McCarthy, Chris Peer, Sante Mancini, Peter Gyore
- XXL ATHLETES (2002) – Everett Sloan [Casey], Jonathan Howard, Ricardo Ruiz, Tristan Corbett, Drew Fickett, Thomas Crawley, Randy Savino, Lance Lyman
- Centerfolds (Special #44) (2004) – Robert Anthony, Julian Rios [Jordan Rivers], Christian Mosello [Rick Darius],

Daniel Jacob (cover), Anthony Catanzaro, Darnell Jones, Oliver Kaposi, Scott Merritt, Bill Kitchener
- Latin Lovers (Special #43) (2004)
- Real Men (Special #45) (2004)
- Centerfolds (2005)
- MEN AT THE BEACH (2005)